# Giovanni Xuereb
Giovanni Xuereb (* 21. Mai 1964) ist ein maltesischer Diplomat. Er vertrat sein Land ab 2019 als Botschafter, zunächst in Spanien und dann in Deutschland. 

## Leben
Im Jahr 1988 schloss Xuereb sein Studium der Rechtswissenschaften mit einer Promotion an der Universität Malta ab. Er hat auch Theologie, Philosophie, Soziologie und Psychologie studiert. Es folgte 1988/1989 ein Aufbaustudium des Europäischen Rechts am Europakolleg in Brügge. 
1988 war er als wissenschaftlicher Mitarbeiter an der ständigen Vertretung Maltas bei der Europäischen Union in Brüssel tätig. Es folgte von 1989 bis 1992 eine Tätigkeit als Rechtsanwalt im Bereich EU-Recht und Internationale Finanzdienstleistungen. Zugleich beriet er die Maltese Foreign Trade Company (METCO) in europarechtlichen Fragen. Von 1999 bis 2007 schloss sich ein Einsatz als Präsident der Commission for the Church in Malta and Europe an. Außerdem war er Hauptberater der maltesischen Bischöfe und Geistlichen in Fragen der Europäischen Union. 2007 und 2008 arbeitete er als Fachanwalt für Finanzdienstleistungen und EU-Recht. 2008 bis 2019 leitete er den Lenkungs- und Aktionsausschuss Malta-EU (MEUSAC).
In der Zeit von 2000 bis 2019 war er außerdem als Dozent, Prüfer und Betreuer am Institut für Europäische Studien der Universität Malta tätig.
Im Jahr 2019 wurde er maltesischer Botschafter in Spanien. Diese Funktion hatte er bis 2020 inne. In diesem Jahr wechselte er als Botschafter an die Maltesische Botschaft in Berlin nach Deutschland, wo er am 16. September 2020 akkreditiert wurde. 2025 wurde er in diesem Amt von Marlene Bonnici abgelöst.
Xuereb ist verheiratet. Neben Maltesisch spricht er auch Englisch, Französisch, Italienisch und Spanisch.

## Werke
- The Law Roverning the External Relations of the European Communities – A Mediterranean Perspective, Doktorarbeit, 1988